# Dinastia Sui

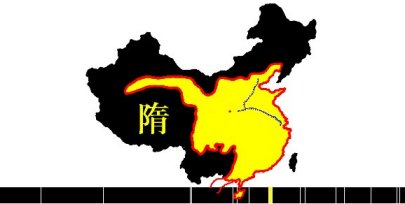
Estensione dell'impero cinese sotto la dinastia Sui (581 – 618 d.C.)

La dinastia Sui (隋朝  Pinyin: Suí Cháo), (581-618) precedette la dinastia Tang e riunificò la Cina dopo quasi quattro secoli di lotte intestine, divisioni politiche e dinastiche, completando l'opera dei Wei del Nord.
Fu una dinastia di breve durata, appena 37 anni, ma fondamentale per il consolidamento dell'impero e della Cina come unica nazione. Appoggiò energicamente il buddhismo e ricostruì economicamente il territorio dando nuovo prestigio internazionale al Paese.
Si arrivava da un lungo momento di lotte, il periodo Wei-Jin iniziato intorno al 220 con la decadenza del regime degli Han orientali. Vi furono separazioni e riunificazioni altalenanti, ma soprattutto forti conflitti nell'area settentrionale.
Nel 587 Yang Jian (a cui sarebbe stato attribuito il nome postumo di Wendi) fondò la dinastia Sui, ma già da sei anni aveva soppiantato gli Zhou Settentrionali. L'anno successivo riuscì a sconfiggere il monarca della dinastia Chen, in Indocina, rendendone tributario il regno. Per migliorare il controllo sul territorio, trasferì la sua residenza a nord. Nel 589 Yang Jian riuscì finalmente a riunificare l'impero. Contemporaneamente iniziarono le riforme burocratiche e funzionali nella gestione del territorio: l'imperatore introdusse un sistema gestito da tre ministeri e sei dipartimenti; le pene del sistema giudiziario si ammorbidirono e venne instaurato un nuovo metodo per la scelta dei funzionari imperiali, che potevano accedere alla carica dopo una serie di esami scritti tenuti dal Ministero del Personale. Gli esami erano strutturati su tre livelli: xiucai (“ingegno fiorente”, per il quale erano richieste conoscenze ampie e più generali), mingjing (“esperto dei Classici”, soprattutto le opere di Confucio) e jinshi (“studioso introdotto”, che richiedeva abilità nella composizione letteraria).
Nel 590 scoppiarono alcune rivolte, che furono domate dalle truppe di Yang Guang (passato alla storia come Yangdi), figlio di Wendi. Inoltre Yang Guang fece edificare una nuova capitale, la città di Jiangdu (l'odierna Yangzhou).
Nel 604 il principe salì al trono, divenendo il secondo imperatore della dinastia Sui. Un contributo importante all'unificazione, crescita economica e controllo della Cina fu lo scavo del Gran Canale lungo 1.790 chilometri. La via d'acqua artificiale creò una rete di vie navigabili grazie all'intersezione con i fiumi e i canali naturali: divenne più facile e veloce trasportare materie prime, vettovaglie e truppe in molti angoli dell'impero. Le due principali capitali, Lo-yang e Ch'ang-an, vennero collegate a sud con la bassa valle dello Yangtze e alla baia di Hangchow; a nord, vicino all'area di Tientsin.
Riguardo ai rapporti con gli stati confinanti, ai regni ormai tributari si deve aggiungere la razzia di Taiwan. Non riportarono successi, invece, le spedizioni contro il regno coreano di Goguryeo e, dalla parte opposta, contro i Turchi dell'est. Fallì anche la spedizione in Mongolia.
I malumori crebbero, non solo per il fallimento delle campagne militari, ma anche per l'alta tassazione imposta ai sudditi; di conseguenza, Yangdi Yang Guang divenne impopolare sia presso l’aristocrazia sia presso il popolo. Una rivolta scoppiò nel 613, poi la situazione sfuggì al controllo del governo centrale e nel 616 l'imperatore si rifugia a Jiangdu. Nel 618 venne strangolato dal figlio di un suo generale che apparteneva all'area di comando settentrionale. La Cina verrà riunificata di nuovo dalla dinastia Tang, che formerà un impero ancora più vasto.

## Imperatori della dinastia Sui
| Nome postumo (Shi Hao 諡號) Per convenzione si usa far precedere il nome della dinastia al nome postumo: "Sui" + nome postumo | Cognome familiare e nome       | Periodo di regno | Ere storiche (Nian Hao 年號) e loro durata                            |
| Wendi (文帝 wen2 di4) | Yang Jian (楊堅 yang2 jian1)   | 581-604          | Kaihuang (開皇 kai1 huang2) 581-600 Renshou (仁壽 ren2 shou4) 601-604 |
| Yangdi (煬帝 yang2 di4) | Yang Guang (楊廣 yang2 guang3) | 605-617          | Daye (大業 da4 ye4) 605-617                                           |
| Gongdi (恭帝 gong1 di4) | Yang You (楊侑 yang2 you4)     | 617-618          | Yining (義寧 yi4 ning2) 617-618                                       |